# RK Dubrovnik
RK Dubrovnik je ragbi klub iz Dubrovnika. Osnovan je 2016. godine.
Klub djeluje u nekoliko dobnih skupina: ragbi vrtić (5-8 godina), U10, U12, U14, U16 i seniori.
Od 2016. do 2020. godine klub je djelovao pod imenom Ragbi klub Invictus Dubrovnik dok 2021. mijenja ime u Ragbi klub Dubrovnik.